# عبد الرزاق (اسم)
عبد الرزاق اسم عربي يطلق على الذكور، وهو مستخدم في العهد الحديث كإسم وكلقب. وهو مكون من جزأين «عبد» و «الرزاق». الرزاق وهي اسم من اسماء الله الحسنى المذكورة في القرآن الكريم.

## الأشخاص
- عبد الرزاق الصنعاني
- عبد الرزاق السمرقندي
- علي عبد الرازق
- عبد الرزاق السنهوري
- عبد الرزاق الحسني
- عبد الرزاق سعيد النايف
- عارف عبد الرزاق
- كريم عبد الرزاق
- أبو سفيان عبد الرازق
- عبد الرزاق خيري
- عمر خليفة أبو بكر
- حيدر عبد الرزاق
- عبد الرزاق الحسين
- عبد الرزاق تراوري

## نساء
- وفاء عبد الرزاق
- دانا عبد الرزاق